# 柳海真
柳海真（1970年1月4日—），韓國男演員，名字常被譯作劉海鎮、柳海鎮。
1997年，他在電影《黑傑克》中正式出道。在多部電影中擔任配角後，他在2007年上映的電影《郡守與里長》中首次擔任男主角。 此外，他曾演出多部作品，包括《老千》 、《王的男人》、《青苔：死亡異域》、《海賊：汪洋爭霸》和《晝盲神探》等等。2010年，憑藉電影《青苔：死亡異域》獲得青龍電影獎最佳男配角獎；2015年，憑藉電影《海賊：汪洋爭霸》獲得百想藝術大賞電影部門最佳男配角獎。

## 影視作品

### 電影
- 1997年：《黑傑克》
- 1999年：《加油站襲擊事件》飾演 龍哥
- 1999年：《超級豬間諜案》
- 2001年：《新羅月夜》
- 2001年：《武士》飾演 度忠
- 2002年：《光復節特赦》飾演 賢立
- 2002年：《人民公敵》飾演 容滿
- 2002年：《浪子發跡》
- 2002年：《海岸線》飾演 哲九
- 2003年：《晴空戰士》
- 2004年：《冰雨》飾演 朴憲秀
- 2004年：《大佬鬥和尚》飾演 容大
- 2005年：《不能就這樣死去》
- 2005年：《強力三班》
- 2005年：《血之淚》飾演 都基
- 2005年：《阿達刑警》
- 2005年：《麻婆島之花》飾演 漁夫
- 2005年：《人民公敵2》
- 2005年：《王的男人》飾演 六甲
- 2006年：《國境的南邊》
- 2006年：《那年夏天》飾演 金央宿
- 2006年：《老千》飾演 高光烈
- 2006年：《愛在那年盛夏》飾演 金PD
- 2007年：《郡守與里長》飾演 盧大奎
- 2007年：《兒子》飾演 鄰居大叔
- 2007年：《綁架計中計》飾演 根英
- 2008年：《姜哲仲：公共之敵1-1》飾演 容滿
- 2008年：《卡車》飾演 鄭哲民
- 2009年：《田禹治：超時空爭霸》飾演 楚鈴兒
- 2010年：《小小蓮池》
- 2010年：《青苔：死亡異域》飾演 金德天
- 2010年：《仇殺病房》
- 2010年：《神鬼交易》飾演 張碩九
- 2011年：《與敵同寢》
- 2011年：《媽媽》
- 2012年：《Miss GO》飾演 紅鞋
- 2012年：《間諜》飾演 柳海真
- 2013年：《流感》飾演 裴慶業
- 2014年：《人間中毒》飾演 林社長
- 2014年：《海賊：汪洋爭霸》飾演 鐵柱
- 2014年：《老千：神之手》飾演 高光烈
- 2014年：《秘密調查》飾演 金中山
- 2014年：《少數意見》飾演 大碩
- 2015年：《Veteran》飾演 崔大勇
- 2015年：《就是那個傢伙》飾演 閔藥局
- 2016年：《Luck Key》飾演 崔亨旭
- 2017年：《機密同盟》飾演 姜鎮泰
- 2017年：《逆權司機》飾演 黃泰術
- 2017年：《1987：黎明到來的那一天》飾演 韓炳勇
- 2018年：《摔跤選手》
- 2018年：《親密陌生人》飾演 泰洙
- 2019年：《機密行動：我們的辭典》飾演 金判秀
- 2019年：《鳳梧洞戰役》飾演 黃海哲
- 2021年：《勝利號》飾演 巴博斯
- 2022年：《機密同盟2》飾演 姜鎮泰
- 2022年：《晝盲神探》飾演 仁祖
- 2023年：《甜蜜蜜：7510》饰演 车治浩
- 2024年：《Dog Days》饰演 民相
- 2024年：《破墓》饰演 高荣根
- 2025年：《野党》饰演 具官熙[3]
- 2025年：《烧酒战争》饰演 表钟禄
- 待定：《和王一起生活的男人》饰演 村长[4]

### 電視劇
- 2004年：SBS《土地》飾演 金督水

## 綜藝節目

### 固定成員
| 年份   | 節目頻道 | 節目名稱                        | 備註                     |
| ------ | -------- | ------------------------------- | ------------------------ |
| 2013年 | KBS2     | 《兩天一夜》第2季               |                          |
| 2015年 | tvN      | 《一日三餐》漁村篇 第1季 晚材島 | 與車勝元、孫浩俊         |
| 2015年 | tvN      | 《一日三餐》漁村篇 第2季 晚材島 | 與車勝元、孫浩俊         |
| 2016年 | tvN      | 《一日三餐》農村篇 第3季 高敞篇 | 與車勝元、孫浩俊、南柱赫 |
| 2019年 | tvN      | 《西班牙寄宿》                  | 與車勝元、裴正南         |
| 2020年 | tvN      | 《一日三餐》漁村篇 第5季 竹窟島 | 與車勝元、孫浩俊         |
| 2022年 | tvN      | 《帐篷外面是欧洲》              | 與陳善奎、朴智煥、尹鈞相 |
| 2023年 | tvN      | 《帳篷外面是歐洲挪威篇》        | 與陳善奎、朴智煥、尹鈞相 |

## 奖项荣誉
| 年份   | 颁奖礼                     | 奖项                | 入围者                     | 结果 | 参考   |
| ------ | -------------------------- | ------------------- | -------------------------- | ---- | ------ |
| 2006年 | 第43届大钟奖               | 最佳男配角          | 《王的男人》               | 獲獎 |        |
| 2006年 | 第27届青龙电影奖           | 最佳男配角          | 《王的男人》               | 提名 |        |
| 2006年 | 第14届春史電影獎           | 最佳男配角          | 《老千》                   | 提名 |        |
| 2010年 | 第8届大韩民国电影大奖      | 最佳男配角          | 《青苔：死亡異域》         | 獲獎 |        |
| 2010年 | 第47届大钟奖               | 最佳男配角          | 《青苔：死亡異域》         | 提名 |        |
| 2010年 | 第31届青龙电影奖           | 男配角獎            | 《青苔：死亡異域》         | 獲獎 |        |
| 2011年 | 第5届亚洲电影大奖          | 最佳男配角          | 《青苔：死亡異域》         | 提名 |        |
| 2011年 | 第32届青龙电影奖           | 最佳男配角          | 《不当交易》               | 提名 |        |
| 2011年 | 第48届大钟奖               | 最佳男配角          | 《不当交易》               | 提名 |        |
| 2014年 | 第51届大钟奖               | 最佳男配角          | 《海賊：汪洋爭霸》         | 獲獎 | [ 5 ]  |
| 2014年 | 第1届韓國電影製作人協會獎  | 最佳男配角          | 《海賊：汪洋爭霸》         | 獲獎 |        |
| 2014年 | 第35届青龙电影奖           | 男配角獎            | 《海賊：汪洋爭霸》         | 提名 |        |
| 2014年 | 明星之夜颁奖礼             | 大韩民国Top配角奖   | 《海賊：汪洋爭霸》         | 獲獎 |        |
| 2015年 | 第6届年度電影獎            | 最佳男配角          | 《海賊：汪洋爭霸》         | 獲獎 | [ 6 ]  |
| 2015年 | 第10届Max Movie电影奖      | 最佳男配角          | 《海賊：汪洋爭霸》         | 提名 |        |
| 2015年 | 第35届黄金摄影奖           | 最佳男配角          | 《海賊：汪洋爭霸》         | 獲獎 |        |
| 2015年 | 第51屆百想藝術大獎         | 電影部門 男子配角獎 | 《海賊：汪洋爭霸》         | 獲獎 | [ 7 ]  |
| 2015年 | 第24届釜日电影奖           | 最佳男配角          | 《极秘搜查》               | 提名 |        |
| 2015年 | 第52届大钟奖               | 最佳男配角          | 《辣手警探》               | 提名 |        |
| 2015年 | 第16届釜山电影评论家协会奖 | 最佳男主角          | 《辣手警探》               | 獲獎 | [ 8 ]  |
| 2016年 | 第11届Max Movie电影奖      | 最佳男配角          | 《辣手警探》               | 提名 |        |
| 2017年 | 第12届大韩民国大学电影节   | 最佳男主角          | 《Luck Key》               | 獲獎 |        |
| 2017年 | 第22届春史電影獎           | 最佳男主角          | 《Luck Key》               | 提名 |        |
| 2017年 | 第53屆百想藝術大獎         | 電影部門 最佳男主角 | 《Luck Key》               | 提名 |        |
| 2017年 | 第38屆青龍電影獎           | 男配角獎            | 《我只是個計程車司機》     | 提名 |        |
| 2017年 | 第37屆韩国电影评论家协会奖 | 最佳男配角          | 《我只是個計程車司機》     | 獲獎 | [ 9 ]  |
| 2018年 | 第12届亚洲电影大奖         | 最佳男配角          | 《我只是個計程車司機》     | 提名 | [ 10 ] |
| 2018年 | 第39屆青龍電影獎           | 男配角獎            | 《1987：黎明到來的那一天》 | 提名 | [ 11 ] |
| 2019年 | 第19届韩国导演选择奖       | 最佳男主角          | 《完美的他人》             | 提名 |        |
| 2020年 | 第25届春史电影奖           | 最佳男主角          | 《鳳梧洞戰役》             | 提名 |        |
| 2023年 | 第21届韩国导演选择奖       | 电影部门 最佳男主角 | 《夜枭》                   | 提名 | [ 12 ] |
| 2023年 | 第32屆釜日電影獎           | 最佳男主角          | 《夜枭》                   | 提名 | [ 13 ] |
| 2023年 | 第44届青龙电影奖           | 最佳男主角          | 《甜蜜蜜：7510》           | 提名 |        |
| 2023年 | 第28届春史電影獎           | 评审团特别奖        | 《甜蜜蜜：7510》           | 獲獎 | [ 14 ] |
| 2024年 | 第60屆百想藝術大獎         | 電影部門 男子配角獎 | 《破墓》                   | 提名 |        |
| 2024年 | 第33屆釜日電影獎           | 最佳男配角          | 《破墓》                   | 提名 |        |
| 2024年 | 第45屆青龍電影獎           | 最佳男配角          | 《破墓》                   | 待定 |        |